# Гедеон Ріхтер
Гедеон Ріхтер (угор. Richter Gedeon; 23 вересня 1872, Ечед, Австро-Угорщина — 30 грудня 1944, Угорське королівство) — видатний фармацевт, бізнесмен, засновник компанії «Gedeon Richter».

## Біографічні відомості
Гедеон Ріхтер народився 23 вересня 1872 року в селі Ечед (біля Дєндєша) Австро-Угорської імперії. Після здобуття освіти в престижній гімназії вступив до Коложварського університету, який у 1893 році успішно закінчив. Пізніше вступив до Будапештського університету. У 1895 році отримав диплом фармацевта. Спочатку працював помічником фармацевта в місті Сольнок, а потім у місті Мішкольц.
У 1897 році здійснив поїздку по Західній Європі, перейнявши досвід роботи європейських аптек і ознайомившись з роботою великих фармацевтичних виробництв. У 1901 році він придбав аптеку, що знаходилася в Будапешті. Створив у ній лабораторію, в якій розробляв ліки.
У 1902 році створив на основі своєї аптеки промислову компанію під власним ім'ям. У цьому ж році одружився з Ганною Вінклер, дочкою Берната Вінклера — виробника деревини. Пізніше члени сім'ї стануть повноправними учасниками фармацевтичного підприємства Ріхтера, увійшовши до складу акціонерів і ради директорів.
У 1907 році в Будапешті був побудований перший завод «Gedeon Richter», який, крім препаратів біологічного походження, виготовляв ліки на рослинній, а пізніше і на синтетичній основі. В 1911 році тут було розпочато виробництво оригінальних препаратів — Гіперол, Кальмопірін, Тоноген. Після Першої світової війни в результаті комуністичних і націоналістичних повстань перестала існувати Австро-Угорщина, і на її території утворилися окремі держави, в тому числі й Угорська Радянська Республіка. За комуністичним режимом новоутвореної республікі Ріхтер почав піддаватися репресіям, був звинувачений в контрреволюційній діяльності і, щоб уникнути революційного трибуналу, змушений був переховуватися в місті Сегед. Після падіння радянського режиму, що проіснував в Угорщині лише 133 дні, в країні встановилася нова влада на чолі з Міклошем Горті, регентом Угорського королівства. Завдяки зміні влади Гедеон Ріхтер повернувся на своє колишнє місце керівника компанії.
До 1930 року компанія Gedeon Richter розширилася і з'явилося близько 10 дочірніх компаній у Великій Британії, Мексиці, Італії, а також в Сан-Паулу, Загребі та Варшаві.
У 1942 році був позбавлений керівних посад у компанії через прийняття антиєврейського закону. У 1944 році діяльність компанії призупинена. 30 грудня 1944 був страчений нацистами у Будапешті.